# Ты не верь мне...
«Ты не верь мне…» — седьмой студийный альбом российского певца Ромы Жукова, выпущенный в июле 2000 года на лейбле «Master Sound Records».

## Об альбоме
На обложке альбома ошибочно указано «15 новых супертанцевальных песен», но в альбоме их всего 11. В альбом вошли 9 новых песен «Фонари», «Где ты был», «Ты не верь мне…», «Ночью над городом», «… весну», «Первое „да“», «Чудеса», «Я так люблю ночь», «Листья», которые написал Валерий Волынкин, и два ремикса на старые песни «Милый мальчик мой», «Девчонки, мои девчонки», которые написал Сергей Костров.

## Рецензии
Алексей Мажаев, InterMedia: «Юмор начинается с обложки. Сразу под названием надпись: „15 новых супертанцевальных песен“. К супертанцевальности мы вернёмся ниже, а что касается пятнадцати песен, то на диске их одиннадцать. Дело скорее всего в том, что на рецензию попало дешёвое издание, в котором забыли привести дизайн обложки в соответствие с истинным положением вещей. На обороте обнаружена ещё более смешная надпись (орфография сохранена): „Я надеюсь, что эти песни надолго остануться наряду с уже полюбившимися вами мелодиями. Удачи. Ваш Р. Жуков (Рома)“. Что это за „полюбившиеся нами“ мелодии имеет в виду исполнитель? Вероятно, свой единственный „скандальный“ хит „Я люблю вас, мальчики, я люблю вас, девочки“. Признаться, десять лет назад выходец из „миражовой“ тусовки Рома Жуков смотрелся бледно даже на фоне „Ласкового мая“, не говоря уже о „Мираже“, „Фее“ и „Маленьком принце“. По крайней мере пел он хуже Юры Шатунова. Но иных уж нет, а те далече. Слава музыкальному долголетию, поддерживающему на плаву мужчину с родинкой на лице и „химией“ на голове, до старости остающегося Ромой. Говорят, г-н Жуков до сих пор популярен в Германии. Для эмигрировавших туда поволжских немцев „ласковомайщина“ до сих пор остаётся самой модной музыкой, поэтому им ничего не остаётся, кроме как чтить в лице Ромы Жукова последнего носителя этого жанра. Аутентичность стиля, следует признать после прослушивания новой аудиоработы артиста, сохранена полностью. Похоже, что последние десять лет Рома провёл в барокамере. Даже самые ритмичные (пользуясь терминологией автора, „супертанцевальные“) песни звучат весьма жалостно. Рекорды ритмичности, увы, ограничены техникой инструменталиста, которому дозволено играть на синтезаторе не более чем двумя пальцами. К тому же диск так плохо записан, что корявое кваканье неизменных клавиш местами напрочь заглушает скромный вокал Жукова. Приглушить аккомпанемент или поднять голос звукоинженерам отчего-то в голову не пришло. В противном случае мы бы услышали больше принадлежащих перу поэта В.Волынкина текстуальных шедевров вроде этого: „Я решил написать новый хит/Чтобы сердцем почувствовать ритм/Чтобы тысячи поднятых рук/Заглушили динамиков звук“. Да, на диске есть ещё два ремикса на старые песенки Жукова. Звучат они почему-то ещё более чудовищно, чем новые».

## Список композиций
| №   | Название                         | Длительность |
| --- | -------------------------------- | ------------ |
| 1.  | «Фонари»                         | 3:37         |
| 2.  | «Где ты был»                     | 4:03         |
| 3.  | «Ты не верь мне...»              | 4:14         |
| 4.  | «...весну»                       | 3:53         |
| 5.  | «Ночью над городом»              | 4:35         |
| 6.  | «Первое „да”»                    | 4:22         |
| 7.  | «Чудеса»                         | 4:41         |
| 8.  | «Милый мальчик мой (Remix)»      | 4:20         |
| 9.  | «Я так люблю ночь»               | 3:10         |
| 10. | «Листья»                         | 4:38         |
| 11. | «Девчонки, мои девчонки (Remix)» | 4:37         |

## Участники записи
- Рома Жуков — музыка, вокал, бэк-вокал
- Валерий Волынкин — слова (1-7, 9-10)
- Сергей Костров — слова (8, 11)